# ヤン・レフラ
ヤン・レフラ（Jan Řehula, 1973年11月15日 - ）は、チェコのトライアスロン選手である。ヘプ出身。
レフラは2000年シドニーオリンピックのときオリンピック初出場を果たした。彼は1時間48分46秒64のタイムで銅メダルを獲得した。彼のスイムのタイムは18分11秒89、自転車は59分13秒50、そしてランは31分21秒25であった。
彼の最近の国際トライアスロン連合のランキングは以下のとおりである。
- 2002年　146位
- 2003年　93位